# Nolina matapensis
Nolina matapensis là một loài thực vật có hoa trong họ Măng tây. Loài này được Wiggins mô tả khoa học đầu tiên năm 1940.

## Hình ảnh

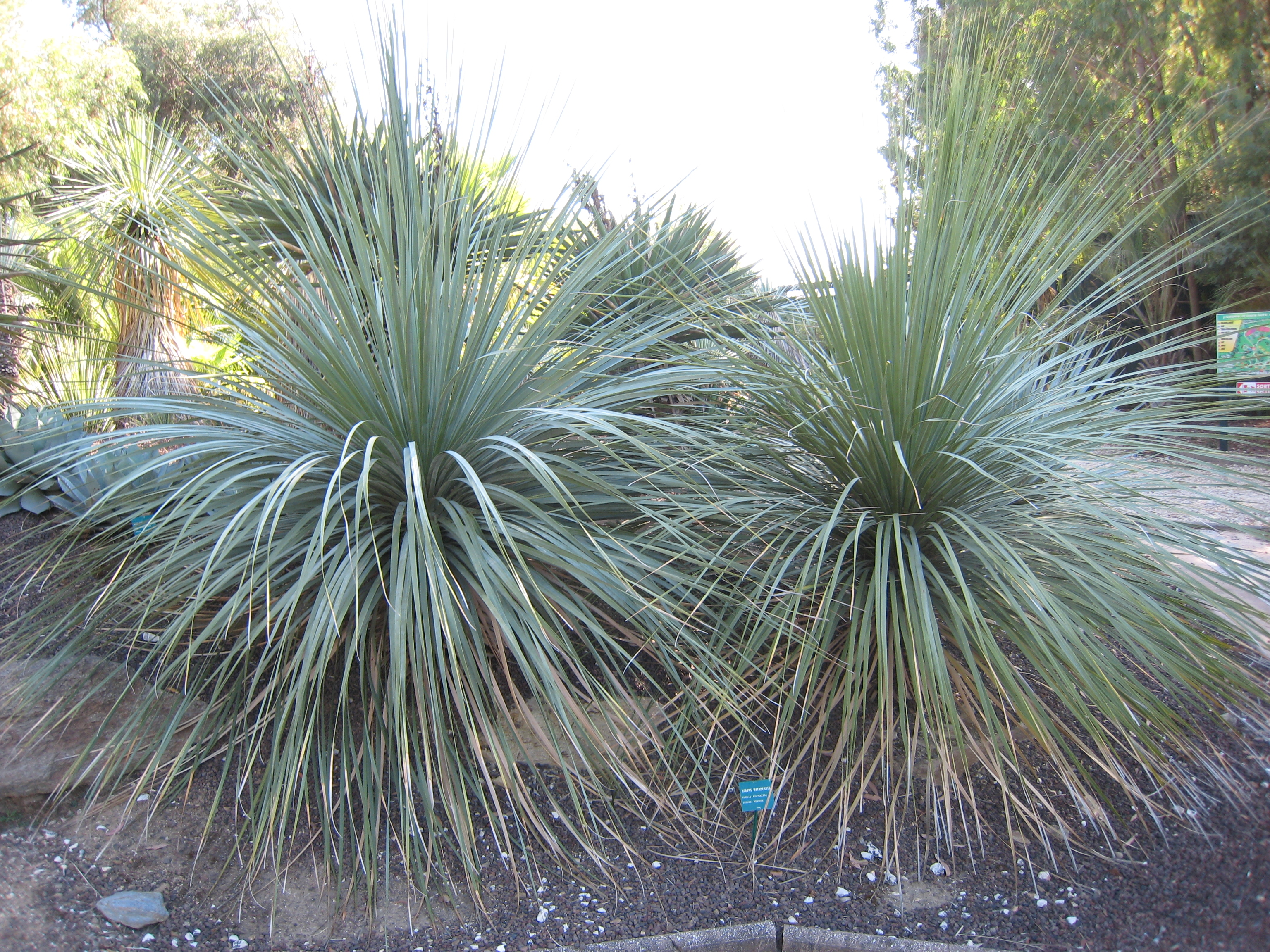